# 52231 Sitnik
52231 Sitnik è un asteroide della fascia principale. Scoperto nel 1978, presenta un'orbita caratterizzata da un semiasse maggiore pari a 2,2371150 au e da un'eccentricità di 0,2067562, inclinata di 3,96987° rispetto all'eclittica.
L'asteroide è dedicato a Grigorij Fedorovich Sitnik, insegnante dell'Università statale di Mosca.